# Arsago Seprio
Arsago Seprio är en ort och kommun i provinsen Varese i regionen Lombardiet i Italien. Kommunen hade 4 897 invånare (2018).